# Culoarea purpurie (roman)
Culoarea purpurie (în engleză The Color Purple) este un roman epistolar din 1982 al autoarei americane Alice Walker, care a câștigat în 1983 Premiul Pulitzer pentru ficțiune și Premiul Național pentru Ficțiune. Mai târziu a fost adaptat într-un film și într-un spectacol muzical cu același nume.
Romanul a fost cenzurat și este numărul 17 pe lista American Library Association (ALA) cu 100 de cărți cel mai frecvent contestate din 2000-2010, din cauza conținutului prea explicit, în special în ceea ce privește violența. În 2003, cartea a fost inclusă în sondajul BBC The Big Read privind „cele mai iubite romane” din Marea Britanie.

## Rezumat
Celie este o fată săracă afro-americană de 14 ani care trăiește în Georgia, la începutul anilor 1900. Ea îi scrie scrisori lui Dumnezeu pentru că tatăl ei, Alphonso, o bate și o violează. În urma acestor relații abuzive, ea a născut doi copii, Olivia și Adam, pe care tatăl ei îi răpește. Un fermier identificat cu numele „Domnu'” cere să se căsătorească cu sora ei mai mică, Nettie, dar Alphonso i-o oferă pe Celie. Domnu' o abuzează pe Celie fizic, sexual și verbal, iar copiii acestuia o maltratează și ei. Nettie fuge și se duce la Celie, dar Domnu' începe să-i facă avansuri. Celie îi spune să ceară ajutor de la o femeie de culoare bine îmbrăcată pe care o văzuse ea în oraș. Nettie promite că îi va scrie, dar nu o face niciodată, iar Celie nu are altă variantă decât să presupună că este moartă.
Harpo, fiul lui Domnu', se îndrăgostește de o fată temperamentală pe nume Sofia, o lasă însărcinată și se căsătorește cu ea. Împreună vor avea cinci copii. Celie este impresionată de stima de sine a Sofiei și îi cere lui Harpo să se poarte frumos cu ea, dar Domnu' îl ceartă, considerând asta un semn de slăbiciune. Într-un moment de invidie, Celie îi spune lui Harpo să o bată pe Sofia. Sofia ripostează și o înfruntă pe Celie, care își cere scuze și îi mărturisește despre cum a fost ea abuzată de Domnu'.
Domnu' o aduce acasă pe Shug Avery, o cântăreață de jazz și blues și amanta lui de multă vreme, care acum era bolnavă. Celie, fascinată de fotografiile cu Shug pe care le-a găsit în lucrurile lui Domnu', este încântată de prezența ei acolo. Tatăl lui Domnu' dezaprobă aranjamentul, amintindu-i fiului său că Shug are deja trei copii în afara căsătoriei, dar când Domnu' sugerează că el ar fi tatăl acelor copii, tatăl său pleacă dezgustat. Deși la început Shug se poartă urât cu Celie, care avea grijă de ea, până la urmă se împrietenesc, iar Celie o idolatrizează pe Shug.
Frustrată de comportamentul dominator al lui Harpo, Sofia se mută, luându-și copiii cu ea. Câteva luni mai târziu, Harpo deschide o cârciumă, unde Shug, complet recuperată, cântă în fiecare noapte. Shug alege să rămână la ei în continuare când află că Domnu' o bate pe Celie când ea este plecată. Cele două devin foarte apropiate.
Când Sofia vine în vizită se ia imediat la ceartă cu noua iubită a lui Harpo, Squeak, pe care o bate. Începe să se vadă cu un boxer și, la un moment dat, are o discuție aprinsă cu soția primarului, domnișoara Millie. Primarul și Sofia se iau la bătaie, după care poliția o bate, lăsând-o desfigurată și slăbită. Sofia este condamnată la 12 ani de închisoare. Squeak îl păcălește pe unchiul ei, directorul închisorii, să-i obțină Sofiei o sentință mai ușoară, spunând că Sofia o duce bine în închisoare, dar că adevărata pedeapsă pentru ea ar fi să o slujească pe domnișoara Millie. Planul funcționează, dar directorul o violează pe Squeak. Squeak are grijă de copiii Sofiei în timp ce aceasta este încarcerată, iar cele două femei se împrietenesc. Sofia este eliberată și începe să lucreze pentru domnișoara Millie, pe care o detestă.
În ciuda faptului că este proaspăt căsătorită cu un bărbat pe nume Grady, Shug provoacă o relație sexuală cu Celie la următoarea ei vizită. Shug o ajută pe Celie să recupereze scrisorile lui Nettie pe care Domnu' le ascunsese de ea zeci de ani. Nettie se împrietenise cu un cuplu de misionari, Samuel și Corrine, femeia bine îmbrăcată pe care Celie o văzuse în magazin. Nettie îi însoțește în Africa pentru misiunea lor, întrucât Samuel și Corrine îi adoptaseră pe Adam și Olivia, fără să știe că sunt, de fapt, copiii lui Celie. Corrine, observând că micuții seamănă cu Nettie, se întreabă dacă nu cumva Samuel e tatăl lor adevărat. Din ce în ce mai suspicioasă, Corrine încearcă să limiteze rolul lui Nettie în familia ei.
Prin scrisorile ei, Nettie dezvăluie că este deziluzionată de munca misionară. Corrine s-a îmbolnăvit de febră, iar Nettie l-a rugat pe Samuel să-i spună cum i-a adoptat pe Olivia și Adam. Dându-și seama că Adam și Olivia sunt copiii lui Celie, Nettie a aflat apoi că Alphonso este tatăl ei vitreg și al lui Celie. Tatăl lor adevărat fusese proprietarul unui magazin, dar bărbații albi l-au linșat pentru că avea mai mult succes decât ei. Ea a mai aflat și că mama lor a suferit o cădere psihică după moartea soțului ei, iar Alphonso a exploatat situația pentru a controla averea considerabilă a mamei lor.
Nettie le mărturisește lui Samuel și Corrine că este mătușa biologică a copiilor. Corrine, grav bolnavă, refuză să o creadă până când Nettie îi amintește de întâlnirea ei anterioară cu Celie în magazin. Mai târziu, Corrine moare, după ce a acceptat povestea lui Nettie. Celie îl vizitează pe Alphonso, care confirmă și el povestea lui Nettie. Celie începe să-și piardă credința în Dumnezeu și se încredințează cu totul lui Shug, care îi explică propria ei filosofie religioasă unică. Shug o ajută pe Celie să înțeleagă că Dumnezeu nu este cineva care are putere asupra ei la fel ca restul bărbaților din viața ei. Mai degrabă, Dumnezeu este o „entitate” și nu o „persoană”.
După ce s-a săturat de purtarea abuzivă a soțului ei, Celie decide să-l părăsească pe Domnu' împreună cu Shug și Squeak, care se gândește și ea să se apuce de cântat. Celie îl părăsește definitv pe Domnu', stabilindu-se în Tennessee și devenind croitoreasă.
Alphonso moare, Celie îi moștenește întreaga avere și se mută înapoi în casa copilăriei ei. Shug se îndrăgostește de Germaine, un membru al trupei ei, ceea ce o șochează pe Celie. Shug pleacă în călătorie cu Germaine și îi trimite lui Celie cărți poștale. Celie își jură să o iubească pe Shug, chiar dacă Shug nu o iubește la fel.
Celie află că Domnu' s-a schimbat dramatic și începe să îi spună pe nume, Albert. Albert îi propune să se căsătorească așa cum se cuvine, dar Celie refuză.
Nettie și Samuel se căsătoresc și se pregătesc să se întoarcă în America. Înainte să plece, Adam se căsătorește cu Tashi, o fată africană. Urmând o tradiție africană, Tashi suferă circumcizie feminină și cicatrici faciale. În solidaritate, Adam trece prin același ritual de cicatrizare facială.
Tocmai când Celie începe să fie mulțumită de viața ei fără Shug, aceasta se întoarce, după ce și-a încheiat relația cu Germaine. Nettie, Samuel, Olivia, Adam și Tashi ajung toți la casa lui Celie. Nettie și Celie se reîntâlnesc după 30 de ani, alături de familiile lor.

## Receptare critică
Culoarea purpurie a câștigat Premiul Pulitzer pentru ficțiune în 1983, Walker devenind astfel prima femeie de culoare care a câștigat acest premiu. Walker a câștigat și Premiul National Book pentru Ficțiune în 1983. Mel Watkins de la New York Times Book Review a scris că este un „roman izbitor și desăvârșit de bine scris”, lăudând impactul emoțional puternic și structura epistolară. A fost, de asemenea, numit PBS Great American Read Top 100 Pick.
Cu toate că romanul a fost apreciat pozitiv de critici, a provocat și multe controverse. American Library Association a menționat-o pe lista celor mai bune o sută de cărți interzise și contestate în Statele Unite din 1990 până în 1999 (pe locul 17), din 2000 până în 2009 (pe locul 17) și din 2010 până în 2019 (pe locul 50), precum și pe lista primelor zece cărți din 2007 (pe locul 6) și din 2009 (pe locul 9). Principalele argumente folosite pentru interzicerea cărții au inclus caracterul sexual explicit, limbajul explicit, violența și homosexualitatea.
Cartea a fost din nou în centrul atenției datorită controverselor legate de lansarea filmului omonim în 1985. Tema care a cauzat principalele discuții a fost reprezentarea bărbaților de culoare. Unii critici au considerat că romanul alimentează stereotipurile despre violența acestora, în timp ce alții au susținut că, dimpotrivă, portretizarea lor este credibilă și adecvată.
Pe 5 noiembrie 2019, BBC News a inclus Culoarea purpurie pe lista sa cu cele mai influente 100 de romane.

## Adaptări
Romanul a fost adaptat într-un film cu același nume în 1985. A fost regizat de Steven Spielberg, iar în rolurile principale au jucat Whoopi Goldberg (Celie), Danny Glover (Albert) și Oprah Winfrey (Sofia). Deși a fost nominalizat la unsprezece premii Oscar, nu a câștigat niciunul, ceea ce a stârnit controverse, deoarece mulți critici l-au considerat cel mai bun film al anului, inclusiv Roger Ebert.
Pe 1 decembrie 2005, a avut loc premiera unei versiuni muzicale a romanului și filmului, la Teatrul Broadway din New York City. Versurile și muzica au fost semnate de Stephen Bray, Brenda Russell și Allee Willis, iar libretul de Marsha Norman. Spectacolul a fost produs de Scott Sanders, Quincy Jones, Harvey Weinstein și Oprah Winfrey, care a fost și producător financiar.
În 2008, BBC Radio 4 a difuzat o adaptare radio a romanului în zece episoade de 15 minute, în rubrica Woman's Hour, cu Nadine Marshall în rolul Celie, Nikki Amuka-Bird, Nina Sosanya și Eamonn Walker. Scenariul a fost scris de Patricia Cumper, iar în 2009 producția a primit premiul Silver Drama Award acordat de Sony Radio Academy Awards.

## Boicotarea Israelului
Ca parte a mișcării pentru boicot, dezinvestire și sancțiuni (BDS), autoarea a refuzat publicarea cărții în Israel în 2012. Această decizie a fost criticată de profesorul de drept de la Harvard, Alan Dershowitz, care a susținut că Walker „a recurs la bigotism și cenzură împotriva cititorilor ei vorbitori de ebraică”. Walker, o activistă înfocată pentru susținerea Palestinei, a afirmat într-o scrisoare către Yediot Books că în Israel se practică apartheid-ul și până nu își va revizui politicile, nu va accepta ca lucrările ei să fie publicate acolo.